# Jean-Jules Richard
Jean-Jules Richard (* 19. August 1911 in Saint-Raphaël/Québec; † 2. Mai 1975 in Montreal) war ein kanadischer Schriftsteller und Journalist.

## Leben
Richard verließ im Alter von vierzehn Jahren seine Familie und schloss sich den Hobos an, die durch Kanada und die USA reisten. Er ging verschiedenen Berufen nach und schrieb für mehrere Zeitschriften. 1940 trat er in die kanadische Armee ein. Nach dem Zweiten Weltkrieg arbeitete er als freier Journalist und für das Fernsehprogramm der CBC. Zwischen 1948 und 1973 veröffentlichte er zehn Romane sowie einen Band mit Erzählungen. Ein weiterer Erzählband und ein Roman erschienen posthum. 1970 wurde er mit dem Prix Jean-Béraud-Molson ausgezeichnet.

## Werke
- Neuf jours de haine, Roman, 1948, 1965, 1972, 1999
- Ville rouge, Erzählungen, 1949
- Le Feu dans l'amiante, Roman, 1956, 1971
- Journal d'un hobo – l'air est bon à manger, Roman, 1965
- Faites leur boire le fleuve, Roman, 1970
- Carré Saint-Louis, Roman, 1971
- Exovide, Louis Riel, historischer Roman, 1972
- Pièges, Roman, 1973
- Comment réussir à 50 ans, humoristischer Roman, 1973
- Centre-ville, Roman, 1973
- Le voyage en rond, Roman, 1973
- Ville rouge, Erzählungen, 1976
- Des lettres sur nos lettres, Briefe an Jean-Jules Richard, 1984
- La femme du Portage, Roman, 1994